# Kyle O'Reilly
Kyle Greenwood (Surrey (Brits-Columbia), 1 maart 1987), beter bekend als Kyle O'Reilly, is een Canadees professioneel worstelaar die sinds 2021 actief is in All Elite Wrestling (AEW).
O'Reilly is best bekend van zijn tijd bij Ring of Honor (ROH), New Japan Pro Wrestling (NJPW), World Wrestling Entertainment en bij de onafhankelijk worstelorganisatie Pro Wrestling Guerrilla (PWG). Hij is een voormalige ROH World Champion en PWG World Champion, een 3-voudig ROH World Tag Team Champion en tot slot de winnaar van de 2013 Battle of Angeles.
In 2017 tekende hij bij WWE waar hij een van de oprichters was van de formatie The Undisputed Era. O'Reilly is een 3-voudig NXT Tag Team Champion, een record in NXT.

## Prestaties
- High Risk Wrestling
  - HRW Tag Team Championship (1 keer) – met Bobby Fish[8]
- New Japan Pro Wrestling
  - IWGP Junior Heavyweight Tag Team Championship (2 keer) – met Bobby Fish[8]
  - Super Jr. Tag Tournament (2014) – met Bobby Fish[10]
- NWA: Extreme Canadian Championship Wrestling / Elite Canadian Championship Wrestling
  - ECCW Championship (1 keer)[8]
  - NWA Canadian Junior Heavyweight Championship (3 keer)[8]
  - Pacific Cup (2007)[10]
- Pro Wrestling Guerrilla
  - PWG World Championship (1 time)[8]
  - Battle of Los Angeles (2013)[10]
- Pro Wrestling Illustrated
  - Tag Team of the Year (2019) – met Bobby Fish[11]
  - Gerangschikt op nummer 32 van de top 500 singles worstelaars in de PWI 500 in 2016[12]
- Pro Wrestling Prestige
  - PWP Tag Team Championship (1 time) – met Davey Richards[13]
- Ring of Honor
  - ROH World Championship (1 time)[8]
  - ROH World Tag Team Championship (3 keer) – met Bobby Fish[8]
  - ROH World Tag Team Championship #1 Contender Lottery Tournament (2011) – met Adam Cole
  - Tag Wars Tournament (2014) – met Bobby Fish[10]
- SoCal Uncensored
  - Match of the Year (2012) met Adam Cole vs. Super Smash Bros. (Player Uno & Stupefied) en The Young Bucks[12]
- St. Louis Anarchy
  - Medallion Tournament (2012)[10]
- WWE
  - NXT Tag Team Championship (3 keer)  – met Bobby Fish, Adam Cole en Roderick Strong (1), Roderick Strong (1), Bobby Fish (1)[8]
  - Dusty Rhodes Tag Team Classic (2018) – met Adam Cole[10]
  - NXT Year-End Award (4 keer)
    - Tag Team of the Year (2018) – met Roderick Strong
    - Tag Team of the Year (2019) – met Bobby Fish
    - Tag Team of the Year (2020) – met Bobby Fish, Adam Cole and Roderick Strong
    - Match of the Year (2020) vs. Finn Bálor bij het evenement NXT TakeOver 31